# Surfacing (album)
Pour les articles homonymes, voir Surfacing.
Surfacing est un album de Sarah McLachlan sorti le 15 juillet 1997, produit et arrangé par Pierre Marchand, édité par Arista Records - Nettwerk - BMG

## Liste des titres
1. Building a Mystery
2. I Love You
3. Sweet Surrender
4. Adia
5. Do What You Have To Do
6. Witness
7. Angel
8. Black & White
9. Full Of Grace
10. Last Dance

## Musiciens
- Sarah McLachlan : chant, chœurs, guitare acoustique et électrique, piano
- Michael Breen : guitare électrique
- Brian Minato : guitare électrique, basse
- Yves Desrosiers : guitare électrique, lap steel, basse fretless, scie musicale
- Pierre Marchand : basse, boite à rythme, chœurs, claviers
- Jim Creeggan : contrebasse
- Ashwin Sood : batterie, percussions, piano, chœurs

## Particularité
- CD audio + CD-ROM